# 引理
引理（古希臘語: λῆμμα，又称“辅助定理”）是数学中为了取得某个更好的结论而作为步骤的已證明命题，其意义并不在于自身已完成证明，而在于其为了达成最终目的而作出贡献。
一个引理可用于证明多个结论。数学中存在很多著名的引理，这些引理可能对很多问题的解决有帮助。例如欧几里得引理、乌雷松引理、德恩引理、法图引理、高斯引理、中山引理、阿貝爾引理、庞加莱引理、里斯引理和佐恩引理等。
引理和定理没有严格的区分。